# 서울 무형문화재 전수회관

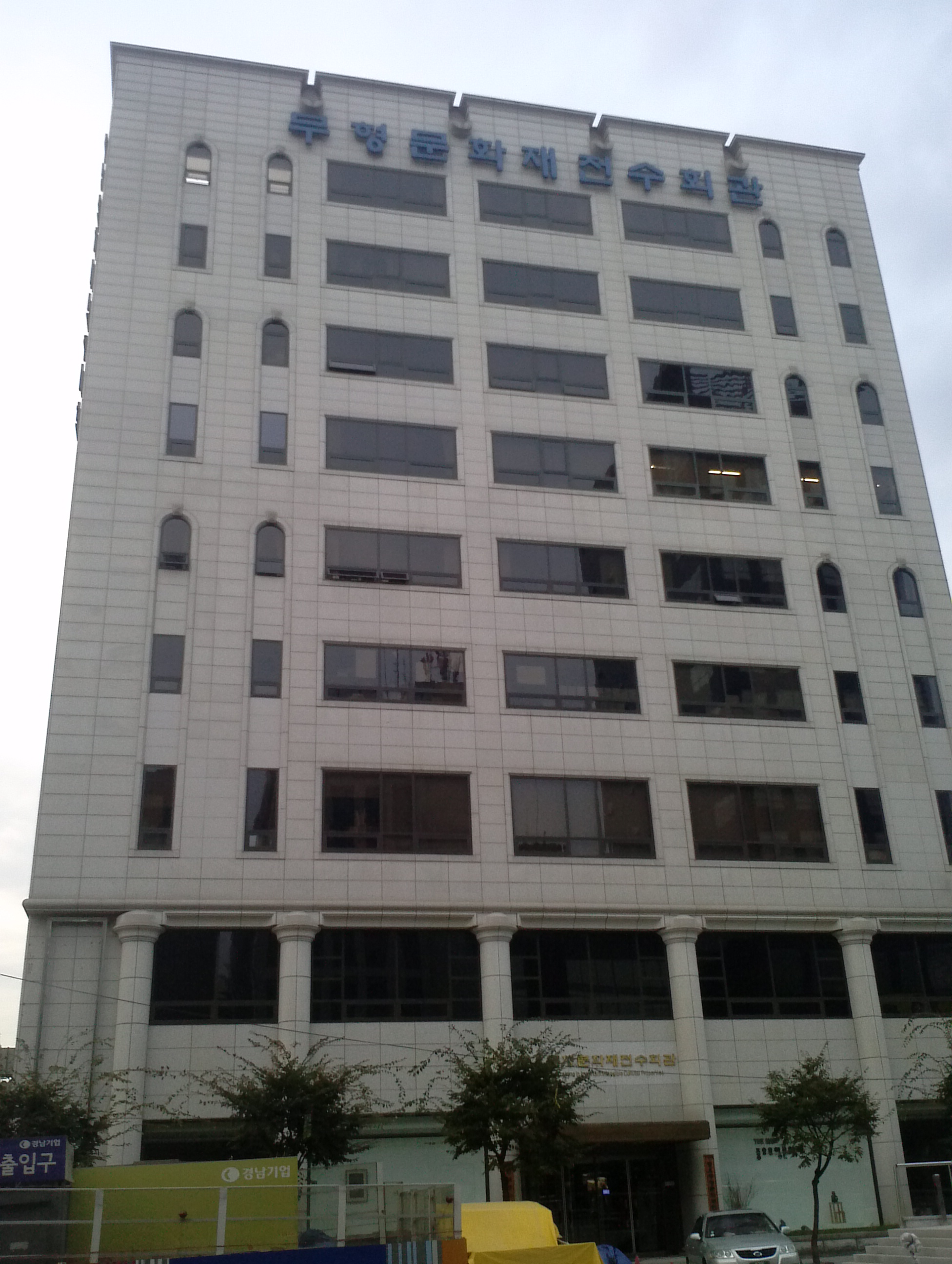
서울무형문화재전수회관

서울 무형문화재 전수회관은 무형문화재 기능 보유자들의 전수활동을 돕기 위해서 1997년 11월에 건립하였다. 전수회관에서 공방을 운영하여 칠보, 자수, 화각(華角), 피혁, 나전, 붓 도금등 실제 제작과정을 직접 보여주고 있다. 서울특별시 강남구 삼성동 112-2에 있다.

## 운영 시간
- 개장시간 : 3월 ~ 10월 10:00 ~ 18:00, 11월 ~ 2월 10:00 ~ 17:00
- 입장료 : 무료
- 휴일 : 일요일